# イン・コンサート (デュオ・ライヴ)
『イン・コンサート (デュオ・ライヴ)』（原題：CoreaHancock）は、チック・コリアとハービー・ハンコックが連名で1978年に録音し、1979年にポリドール・レコードから発表したライブ・アルバム。オリジナルLPは2枚組だが、再発CDは、「処女航海」と「ラ・フィエスタ」の2曲に編集を施した上で、1枚にまとめられた。

## 背景
コリアとハンコックは1978年1月から2月にデュオ・ツアーを行い、当時のライブ音源の一部は、ハンコックの所属レーベルであるコロムビア・レコードから、1978年11月にアルバム『イン・コンサート』（原題：An Evening with Herbie Hancock and Chick Corea）として発売された。その後、コリアの所属レーベルであるポリドール・レコードから本作が発売され、収録曲のうち「処女航海」と「ラ・フィエスタ」は、コロムビア盤にも別の演奏が収録されている。LPのサイド3に収録された「ブーケ」のみ、コリアのソロ演奏である。

## 反響・評価
アメリカでは総合アルバム・チャートのBillboard 200で175位に達した。リチャード・S・ギネルはオールミュージックにおいて5点満点中4.5点を付け「コロムビア盤と比べて、よりクラシック的な音楽性を強調した内容に編纂されている」と評している。

## 収録曲
特記なき楽曲はチック・コリア作。

### LP
サイド1
1. ホームカミング - "Homecoming" - 19:10

サイド2
1. オスティナート（ミクロコスモスより） - "Ostinato (From Mikrokosmos for Two Pianos, Four Hands)" (Béla Bartók) - 2:37
2. ザ・フック - "The Hook" (Chick Corea, Herbie Hancock) - 13:15

サイド3
1. ハービーズ・イントロ・オブ・チック - "Herbie's Intro of Chick" - 0:41
2. ブーケ - "Bouquet" - 18:13

サイド4
1. 処女航海 - "Maiden Voyage" (H. Hancock) - 10:42
2. ラ・フィエスタ - "La Fiesta" - 16:45

### CD
1. ホームカミング - "Homecoming" - 19:11
2. オスティナート（ミクロコスモスより） - "Ostinato" (B. Bartók) - 3:01
3. ザ・フック - "The Hook" (C. Corea, H. Hancock) - 13:30
4. ブーケ - "Bouquet " - 19:22
5. 処女航海 - "Maiden Voyage" (H. Hancock) - 8:25
6. ラ・フィエスタ - "La Fiesta" - 8:09

## 参加ミュージシャン
- チック・コリア - ピアノ
- ハービー・ハンコック - ピアノ("Bouquet"を除く全曲)